# خارمیدس
خارمیدس (زبان یونانی: Χαρμίδης) یکی از مکالمات افلاطون است.
خارمیدس در تعریف خویشتنداری می‌گوید:خویشتن داری نوعی متانت و آهستگی است.
سقراط استدلال می کند که چالاکی ....